# Juncus biglumis
Juncus biglumis là một loài thực vật có hoa trong họ Juncaceae. Loài này được L. mô tả khoa học đầu tiên năm 1753.